# مجلس حقوق الإنسان
مجلس حقوق الإنسان (إتش آر سي) هو أكبر منظمات جماعات الضغط السياسية في مجتمع الميم في الولايات المتحدة. تركز المنظمة على حماية وتعزيز حقوق الأفراد المنتميين لمجتمع الميم، وتدافع بشكل ملحوظ عن زواج المثليين، ومناهضة العنصرية، وتشريعات جرائم الكراهية، ودعم مرضى الإيدز (نقص المناعة المكتسبة). لدى المنظمة مجموعة من المبادرات التشريعية بالإضافة إلى دعم موارد الأفراد المنتمين إلى مجتمع الميم.

## البنية
مجلس حقوق الإنسان هو منظمة شاملة تتكون من منظمتين منفصلتين غير ربحيتين ولجنة للعمل السياسي، وهما: مؤسسة مجلس حقوق الإنسان، وهو منظمة تركز على البحث، والدعم والتعليم، ومنظمة مجلس حقوق الإنسان، وهي منظمة تركز على تعزيز حقوق المثليات، والمثليين، ومزدوجي الميول الجنسي، ومغايري الهوية الجنسية، والمتحولين جنسيًا والكوير (مجتمع الميم) من خلال الضغط على مجلس الشيوخ الأمريكي والولاية والمسؤولين المحليين لدعم مشروعات القوانين المؤيدة لمجتمع الميم، وبدء الحراك الشعبي بين أعضائها، ولجنة العمل السياسي التابعة لمجلس حقوق الإنسان، وهي لجنة عليا في العمل السياسي تدعم وتعارض المرشحين السياسيين.

### القيادة
تتضمن قيادة مجلس حقوق الإنسان الرئيس ألفونسو ديفيد. تدعم ثلاث هيئات مجلس حقوق الإنسان، وهي: مجلس الإدارة، وهو الهيئة الحاكمة في المنظمة، وهيئة مؤسسة مجلس حقوق الإنسان، التي تدير الأمور المالية للمؤسسة وتنشئ سياسات رسمية لتحكم المنظمة، ومجلس الحكام، الذي يدير الحملات الإعلانية المحلية للمنظمة لتحقيق الانتشار على المستوى الوطني.

## التاريخ
أسس ستيف إندين، الذي عمل مع اللوبي الوطني لدعم حقوق المثليين المؤسس مسبقًا منذ عام 1978، مجلس العمل السياسي عام 1980 لدعم صندوق مجلس حقوق الإنسان. اندمجت المجموعتان أخيرًا. عام 1983، انتُخب فيك باسيل، الذي كان أحد الناشطين القادة في حقوق مجتمع الميم في ذلك الوقت في واشنطن، لمنصب المدير التنفيذي الأول. في شهر أكتوبر من عام 1986، شُكّلت مؤسسة صندوق مجلس حقوق الإنسان (إتش آر سي إف) لتكون منظمة غير ربحية.
في شهر يناير من عام 1989، أعلن باسيل انسحابه، وأُعيد تنظيم مجلس حقوق الإنسان من كونه لجنة للعمل السياسي فقط وتوسعت وظيفته ليشمل الضغط، والبحث، والتعليم، والتواصل مع الإعلام. اتخذ مجلس حقوق الإنسان بيان أغراض جديد، وهو: «معًا من أجل تشجيع الرفاه الاجتماعي لمجتمع مثليي ومثليات الجنس عن طريق صياغة، ودعم، والتأثير على التشريعات والسياسات على مستوى الولايات وعلى المستوى المحلي». انتُخب تيم مكفيلي، وهو خريج جامعة هارفارد للحقوق، ومؤسس حلف بوسطن السياسي للمثليين والمثليات، والرئيس المشارك لمجتمع لجنة حقوق الإنسان في نيو إنجلاند، ليشغل منصب الرئيس التنفيذي الجديد. بلغ مجموع الأعضاء قرابة 25000 عضو.
عام 1992، صادق مجلس حقوق الإنسان على مرشح رئاسي للمرة الأولى وهو بيل كلينتون. في شهر مارس من عام 1993، بدأ مجلس حقوق الإنسان مشروعًا جديدًا، وهو يوم الخروج الوطني. منذ شهر يناير عام 1995 وحتى يناير عام 2004، شغلت إليزابيث بيرش منصب الرئيس التنفيذي لمجلس حقوق الإنسان. تضاعف عدد أعضاء المجلس أكثر من أربع مرات ووصل إلى 500000 عضوًا أثناء فترة قيادتها.
عام 1995، أسقطت المنظمة كلمة صندوق من اسمها، وأصبحت جمعية حقوق الإنسان. في العام نفسه، خضعت لإعادة تنظيم شاملة. أضاف مجلس حقوق الإنسان برامج مثل مشروع مكان العمل ومشروع العائلة، وبينما وسع مجلس حقوق الإنسان وظائف بحثه، وتواصله، وعلاقاته التسويقية والعامة. وكشفت المنظمة أيضًا عن شعار جديد، وهو عبارة عن علامة يساوي صفراء داخل مربع أزرق.
أقامت منظمة مجلس حقوق الإنسان حفلًا لجمع التبرعات في ملعب روبرت كينيدي التذكاري في واشنطن كجزء من النشاطات المحيطة بمسيرة الألفية في واشنطن في شهر أبريل من عام 2000. أعلن عن حفل «صخور العدالة» بوصفه حفلًا لإنهاء جرائم الكراهية، وكرم ضحايا جرائم الكراهية وعائلاتهم، مثل المتحدثين المتميزين دينيس وجودي شيبرد، والدا ماثيو شيبرد. شارك في الحدث كل من: ميليسا إثيريدغ، وغارث بروكس، وفرقة بِت شوب بويز، وكيه دي لانغ، وناثان لين، وروفوس واينرايت، وألبيتا واينرايت، وتشاكا خان.
استقالت شيريل جاك، خليفة إليزابيث بيرش، في شهر نوفمبر من عام 2004 بعد 11 شهرًا فقط على استلامها منصب المدير التنفيذي. صرحت جاك أن سبب استقالتها هو «اختلاف في فلسفة الإدارة».
في شهر مارس من عام 2005، أعلن مجلس حقوق الإنسان تعيين جو سولمونيز رئيسًا. استلم هذا المنصب حتى تنحيه في شهر مايو عام 2012 للمشاركة في حملة باراك أوباما الرئاسية.
أطلق مجلس حقوق الإنسان برنامج الدين والإيمان عام 2005، لحشد رجال الدين للدفاع عن المنتمين إلى مجتمع الميم، وساعد على تشكيل مؤسسة دي سي كليرغي يونايتد (بالإنجليزية: DC Clergy United) لزواج المثليين، التي شاركت في تشريع زواج المثليين في مقاطعة كولومبيا. في 10 مارس عام 2010، أقيمت أول حفلات زفاف المثليين القانونية في مقاطعة كولومبيا في مقرات مجلس حقوق الإنسان.
في 9 أغسطس عام 2007، استضاف مجلس حقوق الإنسان وقناة لوغو التلفزيونية اجتماعًا للمرشحين الرئاسيين الديمقراطيين مخصصًا لقضايا مجتمع الميم تحديدًا.
عام 2010، ضغط مجلس حقوق الإنسان لإلغاء قرار الولايات المتحدة بمنع الأشخاص المصابين بفيروس نقص المناعة المكتسبة (الإيدز) من دخول البلاد بقصد السفر أو الهجرة.
في شهر سبتمبر من عام 2011، أُعلن أن جو سولمونيز سيتنحى عن منصب رئيس مجلس حقوق الإنسان بعد نهاية عقده عام 2012. على الرغم من التكهنات الأولية التي تفترض أنه سيتم تعيين الرئيسة السابقة لمجلس مدينة أتلانتا، كاثي وولارد، لم يُعلن عن أي بديل حتى 2 مارس عام 2012، عندما أُعلن أن تشاد غريفين المؤسس المساعد للمنظمة الأميركية للمساواة في الحقوق هو خليفة سولمونيز. استلم غريفين منصبه في 11 يونيو عام 2012.
عام 2012، صرح مجلس حقوق الإنسان أنه جمع وساهم بـ20 مليون دولار لإعادة انتخاب الرئيس أوباما ودعم زواج المثليين. بالإضافة إلى حملة إعادة انتخاب أوباما، أنفق مجلس حقوق الإنسان المال على تدابير الاقتراع المتعلقة بأمور الزواج في واشنطن، وماين، وماري لاند، ومينيسوتا، وانتخاب عضو مجلس الشيوخ الديمقراطي تامي بالدوين في ويسكونسن.
عام 2013، أقام مجلس حقوق الإنسان حملة بطاقات بريدية لدعم قانون عدم التمييز في العمل (إي إن دي إيه).
عام 2019، انضم مجلس حقوق الإنسان إلى 42 منظمة دينية وحليفة أخرى لإصدار بيان معارض لمشروع بليتز، وهو عبارة عن محاولة قامت بها مجموعة من منظمات اليمين المسيحي للتأثير على التشريعات في الولاية.

## جمع التبرعات السنوية
يستضيف مجلس حقوق الإنسان كل عام منذ 1997، حفل عشاء وطني بمثابة أكبر تجمع سنوي لجمع الأموال للمنظمة. عام 2009، ألقى الرئيس باراك أوباما كلمة في حفل العشاء الوطني السنوي الثالث عشر. أكد الرئيس أوباما من جديد تعهده بإلغاء قانون «لا تسأل، ولا تتحدث»، ودافع عن قانون زواج المثليين (دوما)، بالإضافة إلى التزامه بتمرير قانون عدم التمييز في العمل. ألقى الخطاب الرئيسي عام 2011 أيضًا، وكرر تعهده بالكفاح من أجل إلغاء قرار (دوما) وتمرير قرار (إي إن دي إيه)، ولمحاربة التنمر على المثليين. تضمن بيل كلينتون، ومايا أنجلو، وكويسي مفوم، وجو ليبرمان، وهيلاري كلينتون، وريتشارد أندرو جيبهاردت، وجون لويس، وروزي أودونيل، ونانسي بيلوسي، وتيم غان، وسوزي أورمان، وسالي فيلد، وكوري بوكر، وتامي بالدوين، وبيتي ديجينيرز.